# Rhagodessa melanocephala
Rhagodessa melanocephala es una especie de arácnido  del orden Solifugae de la familia Rhagodidae.

## Distribución geográfica
Se encuentra en Eritrea y Sudán.